# Forêts côtières du Pacifique Nord
Localisation
Les forêts côtières du Pacifique Nord sont une écorégion terrestre nord-américaine du type Forêts de conifères tempérées du World Wildlife Fund.  Cette écorégion renferme plus du quart des forêts humides côtières tempérées du monde.  

## Répartition
Cette écorégion couvre une étroite bande de terre longeant la côte du Pacifique à partir du sud de l'archipel Alexandre jusqu'à l'est de l'île Kodiak et incluant la baie du Prince-William.

## Climat
La présence du courant d'Alaska le long de la côte engendre un climat relativement doux avec des taux de précipitations élevés.  Le taux de précipitations annuel varie entre 762 mm et 5 588 mm avec une moyenne de 2 450 mm.

## Géomorphologie
Cette écorégion est constituée de milliers d'îlots, de plusieurs îles montagneuses et de vallées côtières.  

## Caractéristiques biologiques
Les forêts sont composées principalement d'une association d'épinettes de Sitka et de pruches.  Les sites mal drainés sont occupés par des fondrières de mousses et les rives des cours d'eau sont colonisées par les aulnes, le peuplier de l'Ouest et le bouleau blanc.  On rencontre également le pin tordu, la pruche de l'Ouest, le cèdre de l'Ouest, le cyprès de Nootka et la pruche subalpine. 